# Tisa Farrow
Theresa Magdalena „Tisa“ Farrow (* 22. Juli 1951 in Los Angeles, Kalifornien, Vereinigte Staaten; † 10. Januar 2024 in Rutland, Vermont) war eine US-amerikanische Schauspielerin und Model.

## Leben und Karriere
Tisa Farrow wurde in Los Angeles als Tochter der in Irland geborenen Schauspielerin Maureen O’Sullivan und des in Australien geborenen Filmregisseurs John Farrow geboren. Sie war die jüngste ihrer gemeinsamen vier Mädchen und drei Jungen; ihre Geschwister sind Mia (* 1945), Prudence, Stephanie, Michael Damien, Patrick Joseph und John Charles. Wie die meisten ihrer Geschwister erhielt Tisa eine strenge und überwiegend katholische Erziehung. In ihrem ersten Jahr an der High School schrieb sie sich an der fortschrittlichen New Lincoln School in New York City ein. Sie verließ die Schule auf eigenen Wunsch Mitte der 11. Klasse. Anschließend arbeitete sie als Kellnerin.
Farrows erste Filmrolle war in Homer. Farrow spielte dann in René Cléments Treibjagd (1972), dem Drama Some Call It Loving (1973) und der Komödie Only God Knows (1974). Farrow wurde in einem Fotoartikel in der Juli-Ausgabe 1973 des Playboy halbnackt gezeigt, fotografiert von Mario Casilli.
In der zweiten Hälfte der 1970er-Jahre spielte Farrow in dem italienisch-kanadischen Action-Thriller Feuerstoß (1976) unter der Regie von Alberto De Martino, in dem für das Fernsehen produzierten Horrorfilm The Initiation of Sarah (1978), in James Tobacks erster Spielfilmproduktion Fingers (1978) an der Seite von Harvey Keitel und in dem kanadischen Film Der Mann, der aus dem Dschungel kam (1979). In Woody Allens Manhattan (1979) hat sie einen Cameo-Auftritt. Von Mitte 1979 bis 1980 übernahm Farrow Hauptrollen in drei italienischen Genrefilmen: in Lucio Fulcis Horrorfilm Zombi 2 (1979), Antonio Margheritis Vietnamkriegsfilm The Last Hunter (1980) und Joe D’Amatos Horrorfilm Antropophagus (1980).
Danach endete die Filmkarriere der noch nicht einmal 30-jährigen Tisa Farrow. Später arbeitete sie als Krankenschwester. Sie war verheiratet, ein Sohn von ihr starb als US-Soldat im Irakkrieg. Tisa Farrow starb am 10. Januar 2024 im Alter von 72 Jahren.

## Filmografie
- 1970: Homer
- 1972: Treibjagd (La Course du lièvre à travers les champs)
- 1973: Some Call It Loving
- 1974: Only God Knows
- 1976: Feuerstoß (Una magnum special per Tony Saitta)
- 1978: The Initiation of Sarah
- 1978: Finger – Zärtlich und brutal (Fingers)
- 1979: Manhattan
- 1979: Philadelphia Clan (Winter Kills)
- 1979: One Who Was There
- 1979: Search and Destroy
- 1979: The Ordeal of Patty Hearst
- 1979: Woodoo – Die Schreckensinsel der Zombies (Zombi 2)
- 1980: Jäger der Apokalypse (The Last Hunter)
- 1980: Man-Eater – Der Menschenfresser (Antropophagus)